# República Socialista Soviética de Kazajistán
La República Socialista Soviética de Kazajistán, abreviado como RSS de Kazajistán (en kazajo: Қазақ Советтік Социалистік Республикасы, en ruso  Казахская Советская Социалистическая Республика), comúnmente referido como Kazajistán Soviético, fue una de las quince repúblicas constituyentes de la antigua Unión Soviética, desde 1936 hasta 1991. Era la segunda república más grande en extensión (tras la RSFS de Rusia), con 2.717.300 kilómetros cuadrados.
La región se llamó así por el pueblo kazajo, nómadas de lengua túrquica que tuvieron un poderoso Janato en el Asia Central antes de la dominación rusa (véase Kanato Kazajo). En esta república estaba el cosmódromo de Baikonur cerca de la localidad de Tiuratam, con la ciudad secreta de Léninsk, construida para alojar a los trabajadores del cosmódromo.

## Historia
Creada el 26 de agosto de 1920, inicialmente se llamó RSSA Kirguiza (la "A" es de Autónoma) que formaba parte de la RSFS de Rusia. En abril de 1925 fue renombrada como RSSA Kazaja. El 5 de diciembre de 1936, se convirtió en república de la URSS.
El 19 de febrero de 1925 Filipp Goloshchokin fue nombrado primer secretario del Partido Comunista de la República Socialista Soviética de Kazajistán en la recién creada república autónoma socialista soviética de Kazajistán. De 1925 a 1933 dirigió la RASSK de Kazajistán prácticamente sin interferencia externa.  Desempeñó un papel destacado en la construcción del ferrocarril Turkestán-Siberia, que se construyó para abrir la riqueza mineral de Kazajistán.
Después de que Iósif Stalin ordenara la colectivización forzosa de la agricultura en toda la Unión Soviética, Goloshchyokin ordenó que la población mayoritariamente nómada de Kazajistán fuera obligada a establecerse en granjas colectivas. Esto provocó la hambruna kazaja de 1930-1933 mortal en Kazajistán que algunos historiadores estiman que murieron entre 1 y 2 millones de personas.
Durante los años cincuenta y sesenta, el gobierno instó a los ciudadanos soviéticos a colonizar las "tierras vírgenes" de la RSS de Kazajistán. el flujo de inmigrantes (la mayoría rusos, aunque también otras minorías nacionales deportadas) produjo una mezcla étnica, haciendo que los no kazajos superaran en número a estos. Otras nacionalidades incluyen a ucranianos, alemanes, bielorrusos, coreanos, y otros. Los alemanes, en el momento de alcanzar la independencia,  representaban el 8% de la población, lo que suponía la mayor concentración de alemanes de toda la Unión Soviética. Tras la independencia, muchos de estos inmigrantes emigraron de nuevo.
Otro hecho de importancia mundial ocurrió en el año 1978, en que se efectuó la Conferencia Internacional sobre Atención Primaria de Salud de Alma Ata, en la que se relevó la importancia de la atención primaria de salud como una estrategia de desarrollo de los pueblos.
Tras la disolución de la Unión Soviética, el 10 de diciembre de 1991 cambió de nombre pasando de RSS de Kazajistán a República de Kazajistán, y quince días más tarde proclamó su independencia. Fue la última república socialista de la extinta URSS que proclamó su independencia.

## Política
Al igual que en las demás repúblicas de la Unión Soviética, Kazajistán tenía un gobierno en el marco de una república socialista de partido único gobernada por la rama regional del Partido Comunista de la Unión Soviética conocida como Partido Comunista de la República Socialista Soviética de Kazajistán, dirigida por un Primer Secretario, y que tenía una importante presencia en todos los órganos de gobierno, política y sociedad. El poder legislativo consistía en el Sóviet Supremo, el cual era el parlamento unicameral de la república encabezada por un presidente, y con sede en el edificio del Sóviet Supremo en Alma Ata. El Presidente del Consejo de Ministros por otro lado dirigía al poder ejecutivo.

## Subdivisión administrativa

### Óblasts
La RSS de Kazajistán estaba dividida en 17 óblast (provincias) como se muestra en la tabla siguiente (datos del 1 de enero de 1972, fuente: Gran Enciclopedia Soviética (enlace roto disponible en Internet Archive; véase el historial, la primera versión y la última).).
| Nombre                             | Capital         | Superficie (miles de km²) | Población (miles de hab.) |
| ---------------------------------- | --------------- | ------------------------- | ------------------------- |
| Óblast de Aktyubinsk               | Aktyubinsk      | 299,8                     | 573                       |
| Óblast de Alma-Ata                 | Alma-Ata        | 104,7                     | 1.526                     |
| Óblast de Chimkent                 | Chimkent        | 116,3                     | 1.345                     |
| Óblast de Guriev                   | Guriev          | 278,6                     | 539                       |
| Óblast de Karagandá                | Karagandá       | 398,8                     | 1.610                     |
| Óblast de Kazajistán Oriental      | Ust Kamenogorsk | 97,3                      | 857                       |
| Óblast de Kazajistán Septentrional | Petropavlovsk   | 44,3                      | 554                       |
| Óblast de Kokshetau                | Kokshetau       | 78,1                      | 596                       |
| Óblast de Kustanáy                 | Kustanáy        | 114,6                     | 911                       |
| Óblast de Kyzylorda                | Kyzylorda       | 227,0                     | 516                       |
| Óblast de Mangystau                | Shevchenko      | 165,1                     | 327                       |
| Óblast de Pavlodar                 | Pavlodar        | 127,5                     | 724                       |
| Óblast de Semipalatinsk            | Semipalatinsk   | 179,6                     | 724                       |
| Óblast de Taldy-Kurgán             | Taldy-Kurgán    | 118,5                     | 633                       |
| Óblast de Tselinogrado             | Tselinogrado    | 124,6                     | 776                       |
| Óblast de Turgay                   | Arkalyk         | 111,8                     | 234                       |
| Óblast de Uralsk                   | Uralsk          | 151,2                     | 531                       |
| Óblast de Zhambyl                  | Zhambyl         | 144,6                     | 821                       |
| Óblast de Zhezkazgán               | Zhezkazgán      | 313,4                     | 477                       |

## Economía
La base del sistema económico de la República Socialista Soviética de Kazajistán era la propiedad socialista de los equipos de producción en forma de propiedad estatal y cooperativa agrícola colectiva.  Además, se consideró que los bienes necesarios para el cumplimiento de los deberes estatutarios del sindicato y otras organizaciones públicas eran propiedad socialista. La base de la autopropiedad de los ciudadanos de la República Socialista Soviética de Kazajistán fue el ingreso ganado con tanto esfuerzo. El estado protegía la propiedad privada de los ciudadanos y su herencia.
Se determinó que el equipo de producción y otros bienes necesarios para la implementación de los deberes legales de las granjas colectivas y otras organizaciones cooperativas, sus asociaciones, eran propiedad de esa organización. Las tierras ocupadas por granjas colectivas se aprueban para su uso libre e indefinido.
Tras el comienzo de la Segunda Guerra Mundial, muchas grandes fábricas se trasladaron a la República Socialista Soviética de Kazajistán.
Aquí también se construyeron el sitio de pruebas nucleares de Semipalatinsk y el cosmódromo de Baikonur.
Después de la guerra, se inició la Campaña de las Tierras Vírgenes en 1953. Esta fue dirigida por Nikita Jrushchov, con el objetivo de desarrollar las vastas tierras de la república y ayudar a aumentar los rendimientos agrícolas soviéticos. Sin embargo, no funcionó como se prometió, la campaña finalmente se abandonó en la década de 1960.

### Industria
Las industrias líderes de la República Socialista Soviética de Kazajistán eran la minería, la metalurgia no ferrosa y ferrosa, la extracción de carbón, la industria química, la ingeniería mecánica, la industria de luz, la agricultura y la ganadería.
La industria de la energía eléctrica se basaba en su propio carbón, petróleo y energía hidroeléctrica. Se construyeron grandes centrales térmicas en Alma-Ata, Karaganda, Ekibastuz, Petropavlovsk, Dzhambul, Chimkent, Yermak, Pavlodar y otras ciudades.
Se extrajo carbón (cuenca de Ekibastuz y cuenca de Karaganda), petróleo y gas (en la península de Mangyshlak, en la región de Emba), mineral de hierro, polimetálico, cobre, minerales de níquel, bauxita y otros minerales. La metalurgia no ferrosa estuvo representada por la industria del cobre, el plomo, el zinc, la industria del aluminio.
Se estableció una industria de titanio y magnesio. Los principales centros de ingeniería mecánica (producción de prensas forjadas, equipos de minería, máquinas herramienta, excavadoras, máquinas agrícolas) son Karaganda, Alma-Ata, Tselinograd, Kentau, Pavlodar, Ust-Kamenogorsk y otros.
La República también contaba con una industria química muy desarrollada. La puesta en marcha de las plantas de Dzhambul y Chimkent para la producción de fósforo amarillo colocó a Kazajistán en el primer lugar del mundo en términos de capacidades disponibles. Las empresas de la industria química producían fertilizantes minerales, fósforo, plásticos, caucho sintético, fibras químicas y otros (los principales centros industriales son Karatau, Chimkent, Dzhambul, Guryev).
En los años soviéticos, se pusieron en funcionamiento docenas de empresas de la industria ligera, entre ellas, como la fábrica de algodón de Almaty, las fábricas de estambre y telas de Kustanai y Semipalatinsk, la fábrica de cuero y calzado de Dzhambul y muchas otras empresas equipadas con la última tecnología. En la RSS de Kazajistán, había 18 fábricas de prendas de vestir que, en vísperas del colapso de la URSS, estaban equipadas con equipos importados. Las ramas más desarrolladas de la industria ligera fueron: cuero, calzado, abrigos de piel de oveja, lana, géneros de punto y algodón.
La industria alimentaria estuvo representada por grandes empresas de las industrias cárnica, láctea, aceitera, azucarera y conservera.
La industria de la construcción comprendía la producción de cemento, cal, ladrillos, estructuras de hormigón armado y otros.  Un ejemplo sorprendente fue la planta de construcción de viviendas más grande de la República Socialista Soviética de Kazajistán en la ciudad de Alma-Ata.

### Agricultura
En 1985 había 2.140 granjas estatales y 388 granjas colectivas en la república. Las tierras agrícolas ascendieron a 198,0 millones de hectáreas, de las cuales:
- Tierra cultivable  - 35,7 millones de
- Hectáreas  - 157,0 millones de hectáreas

El área de tierra irrigada es de 2,23 millones de hectáreas (1986), se crearon grandes canales de riego y sistemas de riego en las regiones de Kyzylorda, Chimkent, Dzhambul, Taldykorgan y Alma-Ata.
Kazajistán fue uno de los principales productores de carne, lana y cereales de la Unión Soviética. La población ganadera, que en 1955 era de unos 4 millones de cabezas de ganado vacuno ( vacuno ) y 18 millones de ovinos, en 1983 superaba los 9 millones y los 36 millones, respectivamente. La cría de animales proporcionó el 58% del valor de la producción agrícola bruta.
La agricultura combinaba el cultivo de cereales mecanizado a gran escala en tierras de regadío y de secano, la cría de ovejas para carne y lana y la cría de ganado vacuno. Con el desarrollo ( 1954-1960 , 25,5 millones de hectáreas) de tierras vírgenes y en barbecho, la república se convirtió en una de las principales regiones productoras de cereales de la URSS (28,3 millones de toneladas en 1986). 
Cultivos de cereales (principalmente trigo ), cultivos industriales ,(girasol, algodón , lino -rizado) y cultivos forrajeros. Fruticultura, viticultura , cultivo de melón. Ganadería (para 1987 , en millones de cabezas): vacas  - 9,5, ovejas y cabras - 36,4, también se crían cerdos, camellos y caballos.
La superficie dedicada a cultivos forrajeros en 1990 era de 11 millones de hectáreas. En 1990, el volumen anual de producción de piensos compuestos fue de más de 4 millones de toneladas.

## Demografía

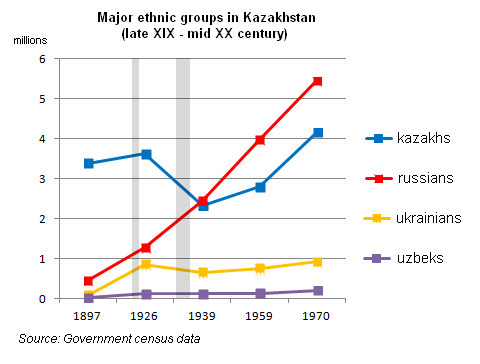
Demografía de Kazajistán desde 1897 hasta 1970, con los principales grupos étnicos. Las hambrunas de las décadas de 1920 y 1930 están marcadas con matices.

Según el censo de 1897, el primer censo realizado en la región, los kazajos constituían el 81,7% de la población total (3.392.751 personas) dentro del territorio del Kazajistán contemporáneo. La población de rusos en Kazajistán era 454.402, o el 10,95% de la población total; había 79.573 ucranianos (1,91%);  55.984 tártaros (1,34%); 55.815 uigures (1,34%); 29.564 uzbekos (0,7%); 11.911 moldavos (0,28%); 4.888 Dunganos (0,11%);  2.883 turcomanos;  2.613 alemanes;  2.528 baskires;  1.651 judíos;  y 1.254 polacos.